# La Coppa del Jazz 1985
La Coppa del Jazz 1985 è stata un concorso radiofonico organizzato dalla Rai per complessi jazz italiani, andato in onda su RaiStereoUno dal maggio all'ottobre del 1985.

## Modalità di svolgimento del concorso
La competizione era riservata a gruppi composti da un minimo di due ad un massimo di undici elementi. Tra i quasi settecento musicisti  che avevano provveduto ad inviare la propria adesione, raggruppati in centocinquantaquattro formazioni concorrenti, una commissione di esperti selezionò le trentadue ritenute maggiormente meritevoli di partecipare alla successiva fase radiofonica.
La gara vera e propria si svolse attraverso una prima fase di sedici concerti, trasmessi in diretta radiofonica con esibizione di due complessi per volta, ai quali era richiesto di eseguire brani del proprio repertorio e di confrontarsi su un tema musicale assegnato a sorpresa due ore prima del concerto. I gruppi ricevevano i voti da una giuria di specialisti al fine di formare una graduatoria di merito, quindi senza eliminazioni dirette. La fase successiva, di ulteriori otto concerti, prevedeva che i primi sedici classificati si misurassero ulteriormente tra loro, dimezzandosi via via di numero fino al confronto finale.

### Componenti della Giuria
I componenti della giuria erano: Giorgio Balducci, Giuseppe Ballaris, Salvatore Biamonte, Bruno Biriaco, Rossana Buono, Pino Candini, Giampiero Cane, Gino Castaldo, Livio Cerri, Maurizio Favot, Franco Fayenz, Francesco Forti, Gerlando Gatto, Giorgio Martinelli, Marco Molendini, Roberto Nicolosi, Marcello Piras, Raffaele Roselli, Fabrizio Venturini.

### I trentadue gruppi selezionati
- Ragtime Ensemble, con Gigi Cavicchioli, Giampiero Nicelli, Franco Baudo, Enrico Avico, Maurizio Mallen, Alfredo Matera, Vincenzo Faletti, Gianfranco Bo - (Torino)
- Quintetto Mario Rusca, con Flavio Boltro, Gabriele Comeglio, Lucio Terzano, Gianni Cazzola (Torino e Milano)
- Piero Bassini Quartet, con Michele Bozza, Gianni Grecchi, Giampiero Prina - (Milano)
- La Swinghera, con Vittorio Castelli, Guido Cairo, Pierluigi Sangiovanni, Walter Ganda - (Milano)
- Ground Group, con Andrea Imparato, Glauco Bionducci, Fabio Ricco, Riccardo Bionducci - (La Spezia)
- Gruppo Guido Mazzon, con Edoardo Ricci, Massimo Falascone, Angelo Contini, Roberto Del Piano, Filippo Monico - (Milano)
- Trio Luigi Bonafede, con Piero Leveratto, Paolo Pellegatti - (Milano)
- Italian Vocal Ensemble, con Fabio Jegher, Flavia Vallegro, Roberta Gambarini, Antonio Scarano, Lello Molinari - (Milano)
- Bovisa New Orleans Jazz Band, con Luciano Invernizzi, Marcello Noia, Alberto Bondel, Fabio Turazzi, Renzo Clerici, Terenzio Ballizzi - (Milano)
- Milano Jazz Gang, con Jack Russo, Toti Baroni, Claudio NIsi, Piero Negri, Helmutt Schlitt, Noris Borgatti, Claudio Perelli, Antonio Michaeless - (Milano)
- Nexus, con Luca Bonvini, Paolino Dalla Porta, Tiziano Tononi, Daniele Cavallanti, Pino Minafra  - (Milano, Bari)
- New Old Way Quintet, con Daniele Di Gregorio, Carlo Gargioni, Maurizio Carugno, Franco Finocchiaro, Stefano Bagnoli - (Milano, Urbino)
- Jazz Trio & Guest, con Fabio De March, Claudio Allifranchini, Claudio Salina, Federico Monti  - (Varese)
- Kepto Orchestra, con Giannantonio De Vincenzo, Fabio Burigana, Massimo Donà, Gianni Ancorato, Toni Costantini, Vladimiro Fenzo, Maurizio Scomparin, Davide Pusiol, Roberto Scarpa, Sandro Bedengo, Mauro Busetto - (Venezia)
- Trio Andrea Pozza, con Luciano Milanese, Alessio Tofani - (Genova)
- Gruppo Laura Fedele, con Maurizio Burdea, Nicola Calgon, Marco Bozzelli, Gino Bocchino - (Genova)
- Genova Dixieland Jazz Band, con Fausto Rossi, Lucio Capobianco, Carlo Casabona, Cesare Marchini, Armando Corso, Egidio Colombo, Franco Cantolini - (Genova)
- High Society Swing Orchestra, con Roberto Mannuzzi, Andrea Scorzoni, Alberto Gualandri, Angelo Gabrielli, Gianmarco Gualandri, Renzo Corti, Andrea Burani - (Bologna)
- Gruppo Gaspare Tirincanti, con Saverio Gallucci, Elio Tiburzi, Onorino Tiburzi - (Riccione)
- Complesso Giulio Capiozzo, con Marco Tamburini, Bruno Cerrelli, Stefano Travaglini, Piero Odorici - (Cesena)
- Trio Tommaso Lama, con Tommaso Bartoli, Lele Barbieri - (Imola)
- Quartetto Nino De Rose, con Roberto Nicoletti, Daniel Studer, Giuseppe Giampietro - (Roma)
- Trio Mauro Orselli, Antonio Apuzzo, Sandro Lalla - (Roma)
- Quartetto Eddy Palermo, con Ludovico Fulci, Massimo Moriconi, Giampaolo Ascolese - (Roma)
- Trio Aileron, con Fabrizio Sferra, Battista Lena, Heini Gerster - (Roma)
- Quintetto Massimo Ruscitto, con Massimo Friuli, Michael Applebaum, Valerio Serangeli, Rodolfo Rossi - (Roma)
- Duo Antonello Salis - Mario Schiano - (Roma)
- Tankio Band, con Massimo Nunzi, Enrico Fineschi, Danilo Terenzi, Sandro Satta, Michel Audisso, Torquato Sdrucia, Riccardo Fassi, Francesco Puglisi, Massimo D'Agostino - (Roma)
- Quartetto Rita Marcotulli, con Pietro Tonolo, Enzo Pietropaoli, Roberto Gatto - (Roma)
- Quintetto Paolo Fresu, con Tino Tracanna, Roberto Cibelli, Attilio Zanchi, Ettore Fioravanti - (Cagliari)
- Duo Diego Spitaleri - Giuseppe Costa - (Palermo)
- Cinzia Spata Unit, con Riccardo Randisi, Filippo Rizzo, Paolo Mappa - (Palermo)
- Andrea Zanchi Trio, con Pino Sallusti, Gianni Di Renzo - (Roma)

## Programmazione radiofonica e televisiva
Il programma radiofonico era firmato da Adriano Mazzoletti ed arricchito coi testi di Marcello Rosa.

### Il concerto di avvio
La gara fu preceduta da un concerto inaugurale, tenutosi il 6 maggio 1985 all'Auditorium Rai del Foro Italico a Roma, con alcuni dei musicisti vincitori delle due precedenti edizioni della Coppa, nel 1960 e nel 1961.

### Prima fase eliminatoria
I primi sedici concerti della Coppa del Jazz 1985, dall'11 maggio al 2 luglio, vennero trasmessi in diretta dalle 21:30 alle 22:30 su RaiStereoUno, il martedì dagli studi di Milano con la regia di Vittorio Lusvardi  e presentati da Franco Cerri ed Enrico Intra; il sabato dalla Sala "A" di via Asiago in Roma con la regia di Orietta Gargano e presentati da Ottavia Fusco, giovane attrice e cantante, da poco trasferitasi nella capitale.

### Seconda fase eliminatoria
Gli otto concerti del secondo girone eliminatorio, dal 6 al 30 luglio, sempre in collegamento con RaiStereoUno, vennero trasmessi nell'ambito dei festival Umbria Jazz, di Pescara, Ravenna e Pompei.

### Fasi finali e conclusione della manifestazione
Le semifinali, seguite anche da Rai3 oltre che da RaiStereoUno si tennero il 7, il 10, il 14 ed il 17 settembre, dalla Sala "A" di via Asiago in Roma, dagli studi televisivi di Milano, dall'Auditorium Rai di Torino e dalla Sala Europa del Palazzo dei Congressi di Bologna. Le finali si svolsero il 21 e 24 settembre.
La finalissima, tenutasi il 2 ottobre nel Teatro Toniolo di Mestre, decretò la vittoria del Quintetto di Mario Rusca, con Flavio Boltro, Gabriele Comeglio, Lucio Terzano e Gianni Cazzola che si guadagnò, come premio, la partecipazione al Festival Internazionale del Jazz di Montréal del 1986. Il giorno successivo si tenne una serata di gala conclusiva, in occasione della quale furono consegnati i premi Radiouno per il Jazz a Franco Ambrosetti, Guido Manusardi, Flavio Boltro, Gil Cuppini (Premio "Una vita per il jazz") e a Bobby McFerrin.